# Крушение на путевом посту Крыжовка
Крушение на путевом посту Крыжовка или трагедия в Крыжовке - Железнодорожная катастрофа, произошедшая в понедельник 2 мая 1977 года, когда по причине ложной свободности пути тепловоз ТЭП60-0390 с поездом №280 Гродно - Орша на скорости 35 км/ч врезался в хвост электропоезда ЭР9П-354 рейсом №548 Олехновичи - Минск. В результате крушения погибло от 19 до 22 человек (в том числе 19 на месте) и ранено 82. Официально это крупнейшая железнодорожная катастрофа в истории Белорусской железной дороги, а также в Беларуси. В действительности же неподалёку от этого места, на перегоне Беларусь — Радошковичи, 5 октября 1919 года произошло крушение поезда, следовавшего из Вильно в Минск, в результате которого погибли 23 человека и 100 пострадали.

## Предшествующие обстоятельства
Днём в воскресенье 1 мая 1977 года в Минской области было прохладно, однако в понедельник 2 мая уже значительно потеплело, температура достигала +30 °С в тени. Геофизическая станция Белорусской железной дороги разослала всем сотрудникам службы движения телеграммы с прогнозом о нагреве рельсов до температуры 43 °С, но дежуривший в это время дорожный мастер Зенон Петрик, который отвечал за перегон Беларусь — Крыжовка Молодечненской дистанции пути, не принял мер по обеспечению исправности изолирующего стыка у предвходного светофора. В результате нагревшиеся на солнце до высокой температуры рельсы удлинились до такой степени, что около 14 часов изолирующий стык предвходного светофора 7702 путевого поста Крыжовка замкнулся, что привело к загоранию красного сигнала на светофоре 7702, создав эффект ложной занятости перегона между входным и предвходным светофорами. Молодая дежурная по путевому посту (ДСП) Крыжовка Елена Бруйло (20 лет), увидев на табло сигнал о занятии перегона и зная, что никаких поездов в этот момент не прибывало, сделала вывод о сбое автоблокировки. Поэтому она позвонила электромеханику Николаю Кухареву, который жил в Ждановичах, и тот через несколько минут приехал в Крыжовку на мопеде. При этом, в нарушение инструкций, дежурная не сообщила о неисправности ни диспетчеру, ни дежурным соседних станций, ни даже машинистам прибывающих поездов. Тем временем электромеханик прибыл на место, где обнаружил замыкание изолирующего стыка, о чём доложил ДСП Елене Бруйло. Тогда та вызвала работников службы пути, и к 15 часам на станцию прибыли дорожный мастер Зенон Петрик и бригадир пути Олег Шахович. В изолирующем стыке рельсы от давления фактически сплавились, из-за чего оказалось невозможным применить гидравлический инструмент, что вынудило спиливать наплыв обычной ножовкой.
Согласно инструкции по движению поездов, при ложном красном сигнале машинист обязан остановиться у закрытого сигнала, после чего по приказу дежурного по станции проехать запрещающий сигнал и следовать до следующего светофора со скоростью не более 20 км/ч с особой бдительностью и с готовностью остановиться при необходимости. Однако, такой режим движения с учётом затянувшегося из-за применения ручного инструмента ремонта стыка привёл бы к задержке поездов на участке и сбою графика движения. Поэтому в нарушение инструкций электромеханик Николай Кухарев перед прибывающими поездами вручную переключал предвходной светофор 7702 путём переворачивания сигнального реле, а после их проезда переключал на определённое время на красный. Так к 17 часам было пропущено 11 поездов.

## Крушение

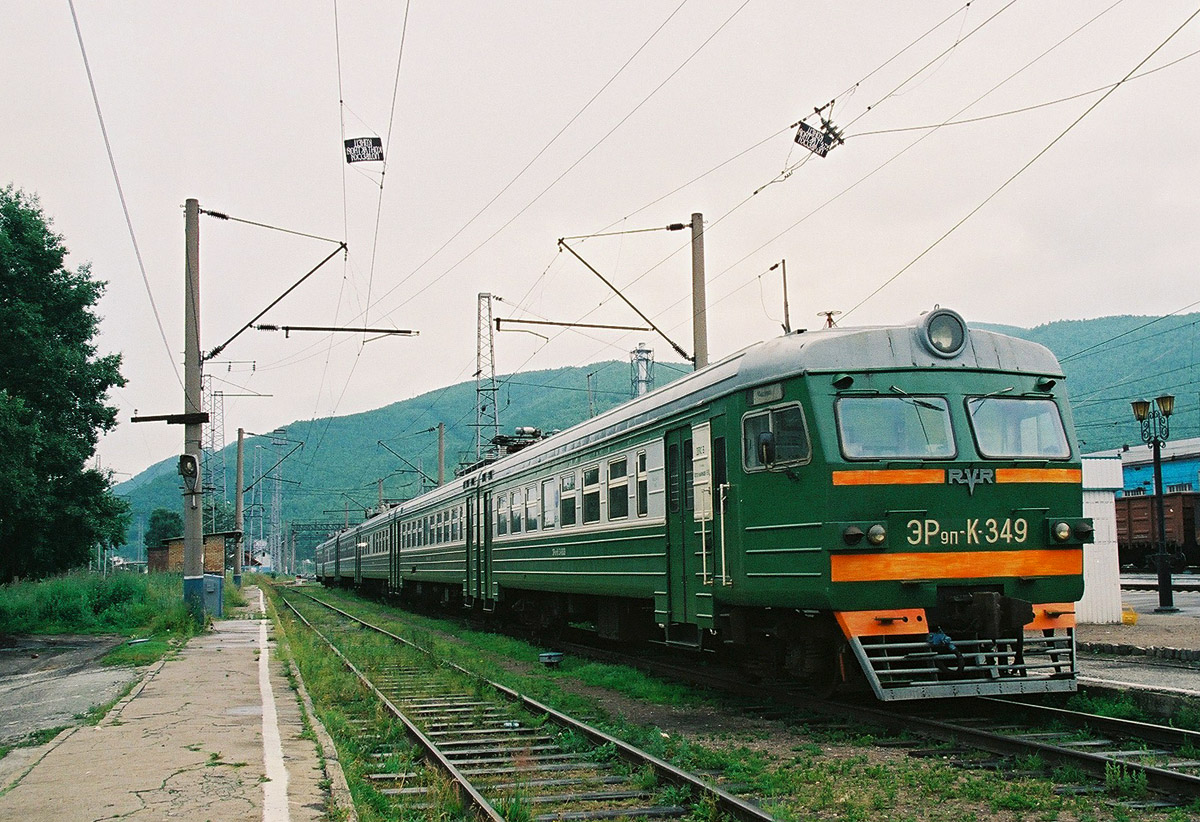
Электропоезд ЭР9П поздних выпусков

Двенадцатым поездом стал прибывший на платформу Крыжовка в 17:00 с двухминутным опозданием пригородный поезд № 548 Олехновичи — Минск (электропоезд ЭР9П-354, 10 вагонов, построен в ноябре 1974 года, депо приписки ТЧ-9 Минск-Северный). Из-под его второго вагона (35402) шёл дым, так как из-за жары перегрелся и задымился расположенный на нём фазорасщепитель. Поэтому помощник машиниста побежал устранять возгорание, что привлекло внимание ДСП Елены Бруйло, которая даже вышла из служебного помещения на платформу. Из-за жары, а также из-за шедших в то время два дня первомайских праздников, тысячи горожан предварительно выбрались из Минска на дачи в Крыжовке и Зелёном. Теперь в конце второго майского дня они возвращались обратно в город. Так как пригородные поезда на данном направлении ходили относительно редко, то электропоезд был переполнен, к тому же задержка на платформе привела к ещё большей давке в вагонах из-за всё приходящих на платформу людей. Остановочный пункт Крыжовка расположен на перегоне между предвходным и входным светофорами, том самом, на котором была ложная занятость. В свою очередь, электромеханик Кухарев, постоянно переключая светофор, к тому времени уже начал запутываться и после проследования электропоездом предвходного светофора попросту забыл перекрыть предвходной светофор, на котором продолжал гореть зелёный огонь.

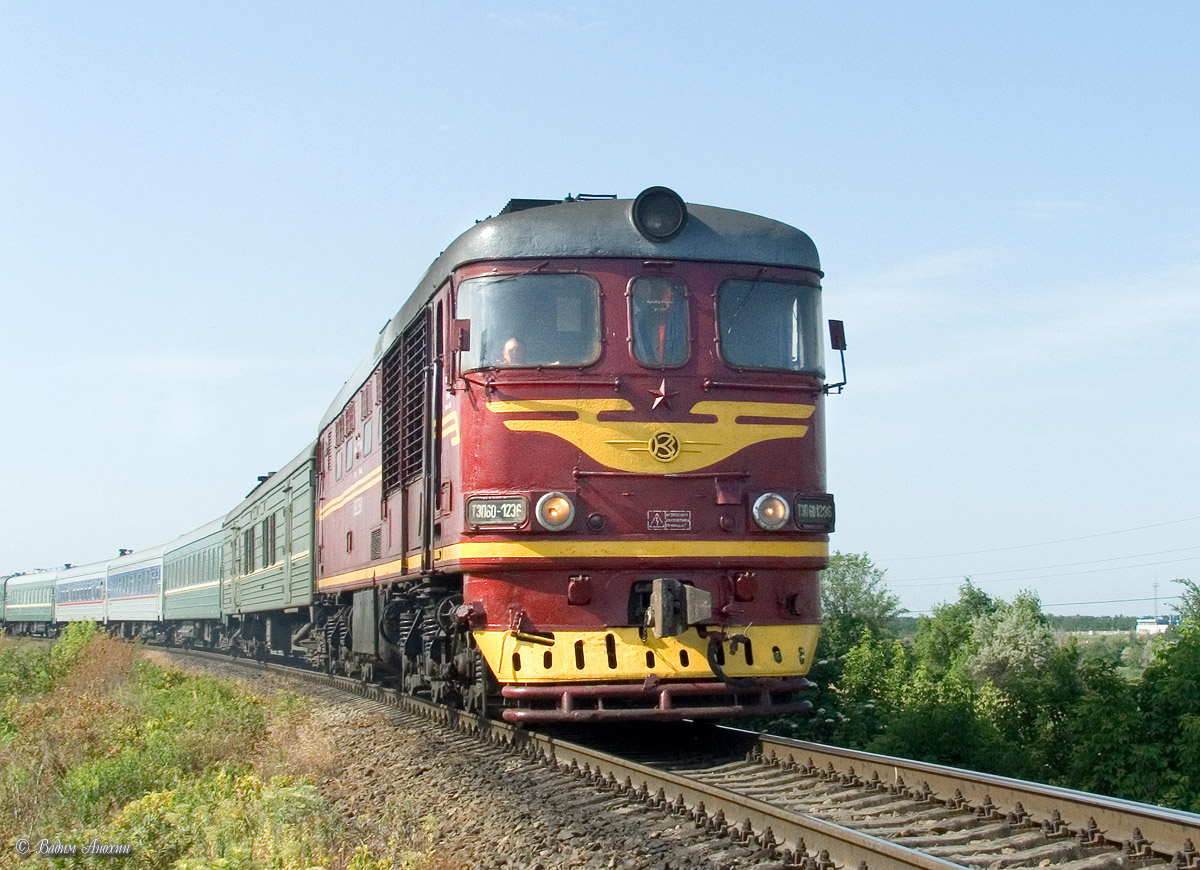
Тепловоз ТЭП60 с пассажирским поездом

Тем временем, к Крыжовке уже подъезжал пассажирский поезд № 280 Гродно — Орша, ведомый односекционным тепловозом ТЭП60-0390 (построен в 1970 году, депо приписки ТЧ-15 Орша) под управлением машиниста Антона Якубовского. Незадолго до этого начальник Минского отделения Белорусской дороги Истушкин предложил новаторскую идею — обслуживать локомотивы в одно лицо, тем самым отказавшись от помощников машиниста. По его мнению, такое решение позволило бы снизить себестоимость перевозок за счёт экономии на зарплатах помощникам. Эту идею быстро одобрили, поезд № 280 с машинистом Якубовским должен был быть первым поездом на дороге, обслуживаемым в одно лицо. Отсутствие помощника повышает нагрузку на машиниста, поэтому технически локомотив для такого режима работы должен быть полностью исправен. Однако, в пути следования машинист заметил падение давления масла в дизеле, что вынудило его периодически ходить в машинное отделение. При подходе к предвходному светофору № 7702, Якубовский увидел на нём зелёный разрешающий сигнал, тогда как на локомотивном светофоре горел красно-жёлтый (занятость расположенного впереди перегона, а также соответственно закрытие расположенного впереди светофора). По действующей в то время инструкции и при отсутствии каких-либо предупреждений от дежурной по станции, машинист воспринял такую разность показаний как сбой кода АЛС и, руководствуясь показаниями напольного светофора, продолжал вести поезд.
Железнодорожные пути на подходе к Крыжовке расположены в кривой, поэтому поначалу пассажирский поезд никто не видел. Так как ДСП Елена Бруйло находилась в этот момент на платформе, а не на своём посту, она не могла видеть, что пульт-табло сигнализирует о приближении поезда. В 17:10 Антон Якубовский увидел находящийся впереди в 900 метрах электропоезд, но из-за кривизны пути сперва решил, что это встречный, который находится на соседнем пути. Лишь когда расстояние значительно уменьшилось, он понял свою ошибку и на расстоянии около сотни метров от пригородного на скорости 52,2 км/ч наконец применил экстренное торможение, после чего выбежал из кабины в машинное отделение, так как понимал, что поезд на столь коротком расстоянии не успеет остановиться. Через несколько секунд пассажирский поезд № 280 на скорости 35 км/ч врезался в хвост пригородного поезда № 548. Сила удара была такова, что стоящий электропоезд массой почти пять сотен тонн кратковременно разогнало до скорости 13 км/ч, а два его последних вагона были смяты. В пассажирском поезде локомотив от удара сошёл с путей, и загорелся. Также два первых вагона один с которых багажный сошли с рельсов.

## Ликвидация последствий

Общий вид крушения с платформы
Разбитые вагоны электропоезда
Локомотив поезда № 280 после крушения

Первыми помощь пострадавшим стали оказывать оставшиеся на платформе пассажиры, которые вручную растаскивали обломки разбитых вагонов и вытаскивали оттуда людей. Довольно скоро на место происшествия прибыла первая машина милиции. Следом стали приезжать машины скорой помощи, которые стали отвозить раненых в больницы Минска и Заславля. Для тушения пожара из Минска были направлены караулы 4, 5 и 6 пожарных частей, которые по прибытии на место быстро потушили тепловоз, после чего сосредоточили все силы на разборе обломков. Для вытаскивания людей и тел обшивку приходилось резать автогеном. Тела погибших складывали прямо на платформе. К утру работы по ликвидации последствий происшествия были завершены.
В результате крушения оказались разбиты до степени исключения из инвентаря 2 вагона электропоезда (35409 и 35410) и тепловоз. Самые тяжёлые потери были среди пассажиров электропоезда, из которых официально 19 погибло на месте, а ещё трое позже скончались в больницах от больших потерь крови. Большинство из них похоронили на Чижовском кладбище. Машинист Якубовский выжил, но получил повреждения позвоночника, а у пассажиров поезда № 280 самыми серьёзными травмами были лишь ушибы. Общее число раненых составило 82 человека, из них у 18 были тяжёлые травмы, у 30 средней тяжести, и у 34 лёгкие травмы. Перерыв движения составил 12 часов 16 минут, а Минское отделение БЖД понесло убытки на 122 850 советских рублей.

## Судебный процесс
Следственную группу возглавлял старший следователь Минской областной прокуратуры по особо важным делам Николай Игнатович (будущий генеральный прокурор Беларуси). Также в группу входили следователь минской транспортной прокуратуры Анатолий Семашко и помощник транспортного прокурора Николай Мультан. 
Страшная по своим последствиям катастрофа была несложной в расследовании. С помощью всех служб работа была организована быстро и четко. Буквально в первые минуты после приезда мы достали из горящей кабины тепловоза скоростемерную ленту — «чёрный ящик» железнодорожного состава. И все подробности происшествия выяснились уже на следующий день.Н. Мультан
Телеграмма № ШЦ-30 / 92 мая 1977 года в 14 часов на перегоне Беларусь — Ратомка Минского отделения Белорусской ж.д. произошло крушение пассажирского и пригородного поездов с тяжёлыми последствиями. Наезд пассажирского поезда на хвост пригородного произошёл из-за дачи ложного разрешающего показания на проходном светофоре, ограждающего остановившийся пригородный поезд на остановочном пункте Крижевка. Ложное разрешающее показание светофора было дано электромехаником дистанции сигнализации и связи путём переворачивания реле. До случая проходной светофор работал с нарушением из-за сгона изолирующего стыка перегонной рельсовой цепи.Обязываю:
1. До 15 мая составить план проведения индивидуальных собеседований со всеми работниками, связанных с движением поездов, с учётом их проведения ШЧ, зам. ШЧ, ШЧГ в 1977г.
2. При повреждении устройств СЦБ продолжительностью 1 час и более определять ответственного над контролем устранения повреждения из числа руководителей дистанции и старших инженеров.
3. В мае с.г. провести внеочередной инструктаж всем ШНС, ШН, ШЦМ о недопустимости дачи ложного контроля.
4. До 15 мая проверить во всех релейных шкафах и релейных помещениях наличие аншлагов по недопустимости переворачивания реле и их подпитки, и где их нет пополнить.
5. До 15 мая проверить исправность перегонной связи. Обнаруженные недостатки немедленно устранить.НЗ Иванников

3 мая был арестован электромеханик Кухарев. Через 2 месяца были взяты под арест мастер Петрик и машинист Якубовский, причём последний лишь незадолго до этого вышел из больницы. Дежурная Бруйло на момент событий была беременной, поэтому с неё взяли лишь подписку о невыезде. Дело рассматривала судебная коллегия Верховного суда. 25 августа начался процесс, на котором Кухарев, Петрик, Якубовский и Бруйло обвинялись в «нарушении правил безопасности движения и эксплуатации железнодорожного транспорта, повлёкшем несчастный случай с людьми в результате крушения поездов, причинение ущерба Минскому отделению дороги и значительный перерыв в движении поездов», что грозило сроком от 3 до 15 лет. 14 сентября суд вынес приговор, по которому тюремные сроки получили электромеханик Николай Кухарев (12 лет), мастер Зенон Петрик (10 лет) и машинист Антон Якубовский (7 лет). Дежурная по станции Елена Бруйло получила 4 года условно. Свою вину на суде частично признал лишь Николай Кухарев. Вскоре все 4 участника попали под амнистию, по результатам которой их сроки были сокращены в два раза. Больше наказания никто не понёс, включая начальника отделения Истушкина, автора идеи работы в одно лицо. Сам метод эксплуатации локомотивов в одно лицо был прекращён сразу же после крушения.

## Реакция в СМИ
Молодечненская дистанция считалась одной из лучших на дороге. К тому же приближалось 60-летие Октябрьской революции. Поэтому произошедшую в майские праздники трагедию в Крыжовке старались замалчивать. Доходило до того, что на надгробиях многих погибших в крушении указывали разные даты смерти. Из газет лишь несколько белорусских изданий опубликовали короткую заметку о происшествии:

2 мая 1977г. в 17 часов 10 минут на остановочном пункте Крыжовка произошел наезд пассажирского поезда Гродно — Орша на пригородный электропоезд, в результате которого 19 человек погибли, имеются пострадавшие. Всем получившим травмы оказана безотлагательная медицинская помощь. Для расследования причин крушения образована правительственная комиссия. Центральным Комитетом Коммунистической партии Белоруссии, правительством республики, Министерством путей сообщения СССР, партийными и советскими органами Минска и области, Управлением БЖД принимаются меры по оказанию необходимой помощи семьям погибших и пострадавших.

В центральных газетах об этой катастрофе не упоминалось. В уже независимой Беларуси одной из первых стала статья «Трагедыя ў Крыжоўцы» (Трагедия в Крыжовке), изданная в 2000 году и посвящённая 23-летию события. 15 июля 2002 года уже «Белорусская газета» выпустила статью «Случай в Крыжовке», посвящённую 25-летию события.